# Pileborer
Pileborer (Cossus cossus) er en art af træborer-familien der tilhører gruppen af natsommerfugle

## Udseende og biologi
Dette er en stor tung natsværmer med et vingefang på 68–96 mm. Vingerne er gråbrunne og med markerede og krydsende mørke linnier. Natsværmeren flyver fra april til august afhængig af lokaliteten.
Larverne har en rød/lilla stribe tværs over ryggen og et sort hoved. De kan opnå en længde på 9–10 cm. Larven ernærer sig i træstammer og grene af forskellige arter af træer (se listen nedenfor). Det tager tre til fem år at gennemgå larvestadiet. Indgangshullerne for larven kan findes lavt på stammen (maximum 1.0–1.5 m over jorden). Når larven er klar til at forpuppe sig forlader den træet og finder et passende sted. Arten foretrækker fugtige omgivelser og både larve og den voksne natsværmer har lugt af ged, hvilket har givet den navnet "goat moth" på engelsk 

## Kendte fødeemner
| - Alnus - Betula - Castanea - Citrus - Cydonia - Fagus | - Fraxinus - Juglans - Malus - Olea - Populus - Prunus | - Pyrus - Quercus - Salix - Sorbus - Ulmus - Vitis |  |

Pileboreren foretrækker dog Populus, Quercus and Salix.